# Dialoghi con Leucò
I Dialoghi con Leucò sono una serie di ventisette brevi dialoghi sui miti greci, scritti da Cesare Pavese dal dicembre del 1945 al marzo 1947, anno della pubblicazione.

## L'opera
Il tentativo attuato da Pavese nell'opera è quello della ricerca, o ancor meglio della riscoperta, di quel sostrato culturale comune, irrinunciabile e costitutivo che è il mito. Un mito che, seppur storicamente proprio di un'epoca ormai tramontata (quella greca), ci appartiene ancora in maniera viscerale nella misura in cui sublima ed eternizza le angosce e le esperienze più intime dell'uomo, antico e moderno.
Ogni racconto ha come interlocutori due personaggi presi dalla mitologia greca (riletta attraverso l'etnologia, il pensiero di Freud e l'esistenzialismo), dei quali lo stesso Pavese definisce le componenti e le relazioni che si instaurano tra i vari temi. Attraverso l'incontro di due personaggi, siano essi dèi o semplici mortali, questi dialoghi presentano di volta in volta l'amore, l'amicizia, il dolore, il ricordo, il rimpianto, la fragilità, la morte e il destino; in altre parole, l'intrinseca essenza di ogni individuo, resa manifesta dal discorso stesso nella sua nuda purezza. È infatti attraverso il solo linguaggio che questi personaggi vengono costruiti, si mostrano e si svelano nel pieno della loro concretezza, della loro intensa umanità. E quindi il logos, come dimensione onto-logica, manifestazione del più profondo essere, rivelazione della più intima realtà. 
In alcuni appunti, stesi nel corso del processo compositivo, l'autore delineò vari schemi definendo le componenti e le relazioni instaurate tra i temi dei dialoghi che andava via via componendo.
| I due           | (infanzia salvezza)       |
| La madre        | (infanzia tragica)        |
| In famiglia     | (fato familiare)          |
| Gli Argonauti   | (fato sessuale)           |
| Schiuma d'onda  | (sesso tragico)           |
| La belva        | (sonno divino-sessuale)   |
| L'inconsolabile | (liberazione dal sesso)   |
| Le Muse         | (uomo divino)             |
| Il fiore        | (schiacciamento e poesia) |
| La rupe         | (combattimento)           |
| La Chimera      | (sconfitta)               |
| La nube         | (audacia e sconfitta)     |
| Le streghe      | (intangibilità)           |

| Iniquità divine         | La nube, La Chimera, Il fiore, La belva, Schiuma d’onda |
| Tristezza umana         | La belva, Schiuma d’onda, La madre, I due, La strada    |
| Ribellione confortevole | La strada, L’inconsolabile, La rupe, Le streghe         |
| Ironia                  | Le streghe, In famiglia, Gli Argonauti                  |
| Poetica                 | Le Muse                                                 |

| Mondo titanico X dèi nequizie divine       | La nube, La Chimera, I ciechi, Le cavalle, Il fiore, La belva, Schiuma d'onda                                             |
| Tragedia di uomini schiacciati dal destino | La madre, I due, La strada                                                                                                |
| Salvezze umane e dèi in imbarazzo          | L'inconsolabile, Il lago, La rupe, Le streghe, La vigna, L'isola, In famiglia, Il toro, I fuochi, L'ospite, Gli Argonauti |
| Dèi buoni                                  | Il mistero, Il diluvio, Le Muse                                                                                           |

## I dialoghi
Nell'ordine finale stabilito da Pavese i dialoghi non si susseguono secondo la cronologia dei rispettivi miti. Bene notare anche come nei vari dialoghi giochi un ruolo importante la contrapposizione tra il nuovo ordine degli Olimpi e i precedenti Titani.
Sono di seguito elencati i 27 dialoghi che compongono l'opera, con annotati i rispettivi protagonisti.
1. La nube. Parlano la Nube (Nefele) e Issione. La Nube tenta di dissuadere Issione dal cercare comunanza con i nuovi dèi Olimpici, affermando che gliene deriverà rovina. Nell'introduzione Pavese osserva di non credere alla versione per cui i centauri sarebbero frutto dell'unione tra Nube e Issione (tanto che erano già formati all'epoca delle nozze di Piritoo re dei lapiti, figlio appunto di Issione; si veda centauromachia).
2. La Chimera. Parlano Ippòloco e Sarpedonte. I due parlano della sorte di Bellerofonte (padre di Ippoloco e nonno di Sarpedonte), uccisore della Chimera.
3. I ciechi. Parlano Edipo e Tiresia. Pavese immagina un colloquio sulla condizione umana tra Edipo e Tiresia dopo che il primo è divenuto re di Tebe e prima che sia svelata la sua tremenda sorte.
4. Le cavalle. Parlano Ermete ctonio e il centauro Chirone. Il dio affida al saggio centauro Chirone il frutto dell'unione tra Apollo e Coronide, che il dio ha ucciso in quanto a lui infedele. Il piccolo è Asclepio.
5. Il fiore. Parlano Eros e Tànatos. Le due divinità, Amore e Morte, discutono della sorte di Giacinto, amato da Apollo.
6. La belva. Parlano Endimione e uno straniero. Il cacciatore Endimione discute con uno straniero della sorte che gli è toccata, ovvero essere amato da una dea (nella maggior parte delle fonti Selene, dea della luna, comunque altrove già in antico identificata con Artemide, dea della caccia, come qui fa Pavese).
7. Schiuma d'onda. Parlano Saffo e Britomarti. Discutono Britomarti, ninfa cretese gettatasi in mare per sfuggire al corteggiamento di Minosse, e la poetessa Saffo di Lesbo, che secondo una tradizione si sarebbe gettata dalla rupe di Leucade a causa di un amore infelice. Entrambe ora sono spuma marina e discutono delle varie eroine che solcarono il Mar Egeo, e in particolare Elena.
8. La madre. Parlano Meleagro e Ermete. Meleagro, appena defunto, colloquia con Ermete (dio psicopompo) della sua sorte: egli è morto per volere di sua madre Altea.
9. I due. Parlano Achille e Patroclo. Pavese immagina un colloquio tra i due la sera prima degli eventi del XVI libro dell'Iliade.
10. La strada. Parlano Edipo e un mendicante. Dopo che la sua tremenda sorte è stata svelata, Edipo ha abbandonato Tebe e conversa con un mendicante.
11. La rupe. Parlano Eracle e Prometeo. L'eroe e semidio Eracle giunge a liberare il titano Prometeo dal suo supplizio voluto dagli dèi.
12. L'inconsolabile. Parlano Orfeo e Bacca. Pavese dà una sua personale interpretazione del mito di Orfeo e Euridice.
13. L'uomo-lupo. Parlano due cacciatori. Poiché nei miti antichi non era specificata la sorte finale di Licaone, tramutato in lupo dagli dèi per la sua empietà, Pavese decide di immaginare una conclusione alla sua storia.
14. L'ospite. Parlano Litierse e Eracle. Litierse, re di Frigia, era solito sfidare nella mietitura i viandanti, tra cui Eracle.
15. I fuochi. Parlano due pastori. Due pastori beoti, padre e figlio, sono intenti ad accendere falò sui monti come sacrificio agli dèi. Il padre quindi racconta al figlio di come, in un'epoca precedente, si ebbero anche sacrifici umani, rievocando anche la vicenda di Atamante, Ino, Frisso ed Elle (come rivisitata da Pavese).
16. L'isola. Parlano Calipso e Odisseo. Calipso prova a trattenere ancora Odisseo a Ogigia, ma l'eroe è ormai deciso a partire.
17. Il lago. Parlano Virbio e Diana. Ippolito, casto devoto di Artemide, morì per volere di Afrodite per aver dispregiato la passione amorosa. Secondo una tradizione, però, Artemide-Diana lo avrebbe trasportato in Esperia (l'Italia antica) e fatto rivivere come Virbio (si veda santuario di Diana Nemorense presso Aricia sui Colli Albani).
18. Le streghe. Parlano Circe e Leucotea. Circe rievoca con Leucotea la sua passata comunanza con Odisseo.
19. Il toro. Parlano Lelego e Teseo. Teseo è con i compagni - tra cui Lelego - sulla nave che li sta riportando in patria da Creta dopo che l'eroe ha ucciso il Minotauro con l'aiuto di Ariadne, da lui appena abbandonata sull'isola di Nasso.[3]
20. In famiglia. Parlano Castore e Polideute. I due divini fratelli, figli di Leda e Tindaro, rievocano la saga degli Atridi, in quanto le loro sorelle Clitemnestra e Elena hanno sposato i due figli di Atreo, Agamennone e Menelao.
21. Gli Argonauti. Parlano Iasone e Mélita. Pavese immagina un colloquio tra Iasone ormai anziano e Melita, una ninfa-sacerdotessa del tempio di Afrodite sull'Acrocorinto (le cui sacerdotesse, secondo Pavese che si rifà a frammenti di Pindaro, avrebbero praticato la prostituzione sacra). L'anziano rievoca quanto ha vissuto con Medea.
22. La vigna. Parlano Leucotea e Ariadne. Ariadne è disperata in quanto è stata abbandonata da Teseo sull'isola di Nasso,[4] ma viene confortata da Leucotea.
23. Gli uomini. Parlano Cratos e Bia. Le due divinità, Potere e Forza, sono titani schieratisi con gli Olimpi durante la titanomachia. Qui discutono del fato degli uomini.
24. Il mistero. Parlano Dioniso e Demetra. Il dio della vinificazione e la dea dell'agricoltura discutono dei misteri eleusini.
25. Il diluvio. Parlano un satiro e un'amadriade. Le due figure discutono dell'imminente diluvio universale.
26. Le Muse. Parlano Mnemòsine e Esiodo. Nell'avvertenza Pavese avvisa di aver voluto identificare le nove Muse in un'unica figura (cui dà il nome di Mnemosine, tradizionalmente invece ritenuta la madre delle Muse stesse), con la quale il poeta Esiodo colloquia sul Monte Elicona (si veda il proemio della Teogonia).
27. Gli dèi. Parlano due dialoganti non specificati, che sembrano appartenere all'epoca contemporanea.

## Edizioni
- Dialoghi con Leucò, Collana Saggi n. 58, Torino, Einaudi, ottobre 1947. - Collana Supercoralli, Einaudi, 1965; Collana Nuovi Coralli n. 58, Einaudi, 1974-1997, ISBN 978-88-063-7275-0; Introduzione di Sergio Givone, Collana Einaudi Tascabili. Letteratura n. 600, Einaudi, 1999 - Collana ET. Scrittori, Einaudi, 2006, ISBN 88-061-8559-4; Introduzione di Nicola Gardini, Collana ET Scrittori, Einaudi, 2020, ISBN 978-88-062-4593-1.
- Dialoghi con Leucò, Collana Il bosco n. 172, Milano, Arnoldo Mondadori Editore, 1966. - Introduzione di Roberto Cantini, Cronologia di Antonio Pitamitz, Collana Oscar n. 380, Mondadori, 1972.
- Dialoghi con Leucò, a cura di G. Barbera, Collana I grandi classici, Liberamente, 2020, ISBN 978-88-631-1458-4.
- Dialoghi con Leucò, a cura di Antonio Sichera e Antonio Di Silvestro, Collana Oscar moderni, Milano, Mondadori, 2021, ISBN 978-88-047-3010-1.
- Dialoghi con Leucò, a cura di Salvatore Ritrovato, Collana UEF. I Classici, Milano, Feltrinelli, 2021, ISBN 978-88-079-0384-7.
- in  I Capolavori, Roma, Newton Compton, 2021, ISBN 978-88-227-4979-6.
- Dialoghi con Leucò, collana Biblioteca n. 717, Introduzione di Giulio Guidorizzi, con una conversazione tra Carlo Ginzburg e Giulia Boringhieri, Milano, Adelphi, 2021, ISBN 978-88-459-3584-8.
- Dialoghi con Leucò, a cura di Angelo Porcaro, Lecce, Youcanprint, 2021, ISBN 979-12-203-3309-2.
- Dialoghi con Leucò, Collana Biblioteca, Torino, Aragno, 2021, ISBN 978-88-938-0122-5.
- Dialoghi con Leucò, libro + audiolibro, Introduzione di Marcello Fois, Emons Edizioni, 2021, ISBN 978-88-698-6744-6.
- Dialoghi con Leucò, Postfazione e cura di Lorenzo Pecchioni, Press & Archeos, 2021, ISBN 978-88-322-1152-8.
- Dialoghi con Leucò, Prefazione di Eva Cantarella, a cura di Gino Tellini, Cronologia della vita e delle opere di Chiara Tavella, Collana BUR Contemporanea, Milano, BUR-Rizzoli, 2021, ISBN 978-88-171-5851-0.
- Dialoghi con Leucò, Collana Il disoriente, Intra, 2021, ISBN 979-12-800-3531-8.
- Dialoghi con Leucò, Collana Letteratura, Ecra, 2021, ISBN 978-88-655-8400-2.
- Dialoghi con Leucò, Collana Le opere di Cesare Pavese, Santarcangelo di Romagna, Rusconi, 2021, ISBN 978-88-180-3670-1.